# Tsuri-Komi-Goshi
Tsuri-Komi-Goshi (hanche pêchée, en japonais : 釣込腰) est une technique de projection du judo. Tsuri-Komi-Goshi est le 4e mouvement du 2e groupe du gokyo. Tsuri-Komi-Goshi est un mouvement du Nage-no-kata.

## Terminologie

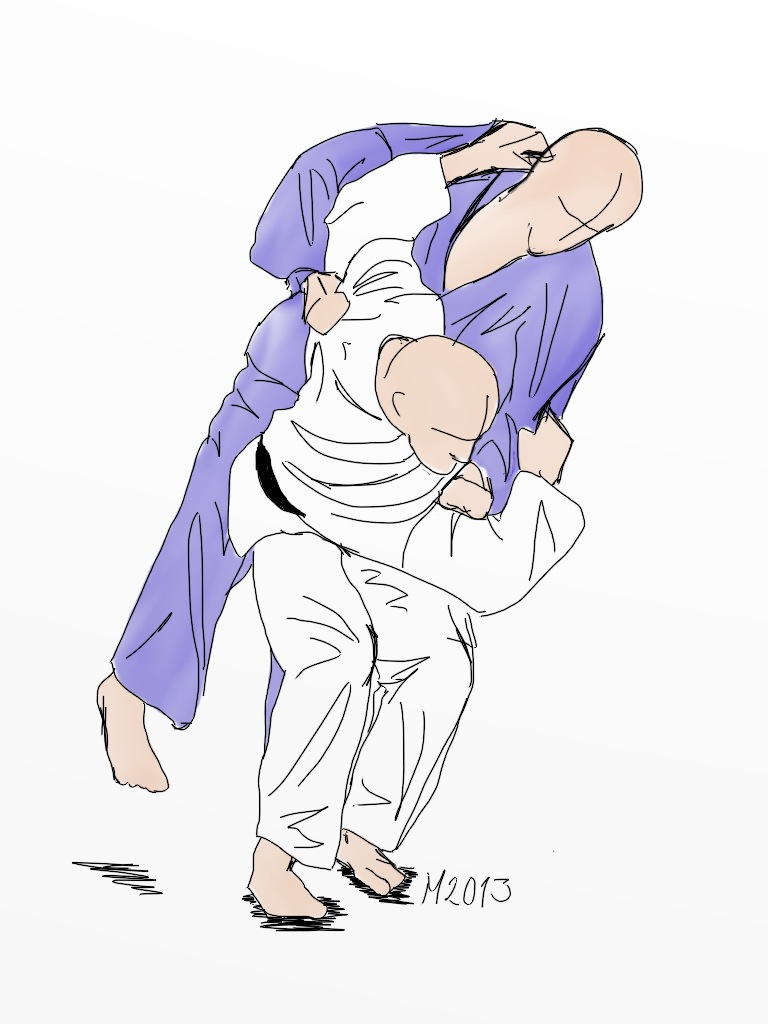
Tsuri-komi-goshi

Tsuri : pêcher, lever
Komi : dedans, contre(au contact)

Goshi : hanche